# Metal punk
Metal punk eller punk metal är ett paraplybegrepp eller en hybrid som man använder till band som blandar metal och punk. Venom gjorde en skiva med namnet Metal Punk bland annat.[källa behövs]